# Trogon curucui
Trogon curucui là một loài chim trong họ Trogonidae.
Nó được tìm thấy ở Argentina, Bolivia, Brazil, Colombia, Ecuador, Paraguay, và Peru. Môi trường sống tự nhiên của chúng là rừng ẩm vùng đất thấp nhiệt đới hoặc cận nhiệt đới.